# Salomon, ugarski kralj
Salomon (?, 1053. – Pula, 1087.), ugarski kralj (1063. – 1074.) iz dinastije Arpadovića. Bio je drugo dijete i jedini sin ugarskog kralja Andrije I. i Anastazije Kijevske. Bio je prisiljen napustiti Ugarsku, nakon što je njegov stric Bela I. svrgnuo s prijestolja njegova oca Andriju I. i preuzeo vlast. Pronašao je utočište kod njemačkog cara Henrika IV., koji mu je dao svoju sestru 
Juditu Švapsku za suprugu i podržao njegovo pravo na ugarsko prijestolje. Zbog toga mu je, 1063. godine, pomogao da se vrati u zemlju i preuzme vlast, ali je istodobno i učvrstio prevlast Svetog Rimskog Carstva nad Ugarskom. U međuvremenu, Belini sinovi, Gejza, Ladislav i Lampert pobjegli su u izgnanstvo u Poljsku, kod majčine kraljevske obitelj.
Dogovoreno je da će Belini sinovi, vojvode Gejza i Ladislav, dobiti na upravu jednu trećinu Ugarske i da će se Solomonova kći Sofija, udati za istarskog markgrofa Ulrika I., a kći bivšeg kralja Bele I. i sestra Gejzina i Ladislavova, Jelena za slavonskog bana Zvonimira. Uskoro je izbio rat između hrvatsko-dalmatinskog kralja Petra Krešimira IV. i istarskog markgrofa Ulrika I. oko teritorija tzv. Dalmatinske marke. Sukob je završen 1070. godine, porazom Ulrikove udovice Sofije, ali i jačanjem utjecaja vojvode Gejze u Ugarskoj. Naposljetku je, 1074. godine, kralj Salomon bio prisiljen abdicirati s prijestolja i prepustiti vlast Gejzi, koji je postao novim ugarskim kraljem. Istovremeno se, i ban Zvonimir okoristio dinastičkim vezama s ugarskim dvorom te se 1075. godine, domogao hrvatsko-dalmatinske krune.
Svrgnuti kralj Salomon je pobjegao na dvor svom šurjaku, caru Henriku IV., ali budući da nije dobivao od njega željenu pomoć za povratak na ugarsko prijestolje, jer je car bio zauzet sukobom s papom Grgurom VII., otišao je u Istru na dvor markgorfa Vecelina II., brata Ulrika I., u nadi da bi mu on mogao pomoći da se vrati na prijestolje. Godine 1079., markgrof Vecelin je poduzeo vojnu kampanju protiv hrvatsko-dalmatinskog kralja Zvonimira, ali je ubrzo odustao od daljnjeg sukoba, nakon prijetnje pape Grgura VII. da će ga izopćiti iz Crkve. Prema predaji, Salomon se nakon toga okrenuo pokorničkom živovtu i pridružio se benediktincima u opatiji sv. Mihovila u Puli, gdje je, prema nekim tvrdnjama i umro te bio pokopan.